# Военная операция США в Сирии (2008)

Вторжение США в Сирию — десантная атака, совершённая 26 октября 2008 года силами специального назначения США, первая атака совершённая силами США на территории Сирии.
В ходе военной операции четыре американских военных вертолёта пересекли границу с Сирией, высадили десант и атаковали недостроенную ферму в деревне Машахдех, недалеко от города Абу-Кемаль. В результате погибли 9 человек, 14 человек получили ранения.
Согласно заявлению США, целью атаки была сеть боевиков «Исламского государства Ирак», проникших в Сирию из-за рубежа для совершения диверсий в Ираке против США и иракского правительства.
Послам США и Ирака был заявлен официальный протест от властей Сирии в связи с этим нападением.

## Происхождение
На протяжении всей войны в Ираке, Сирия, как сообщается, служила каналом для иностранных боевиков, намеревающихся войти в Ирак, чтобы сражаться с американскими, коалиционными или иракскими военными и полицейскими силами. Американские официальные лица жаловались на то, что боевики и их подкрепления и логистическая сеть смогли открыто действовать в Сирии, и что сирийское правительство не приложило достаточных усилий, чтобы остановить это. США заявили, что боевики влетели в Дамаск, а затем с помощью размещённых там сетей, пересекали Сирийскую границу в Ирак, в основном через город Рамади. По данным американских военных, иностранные боевики были ответственны за 80-90 % нападений террористов-смертников в Ираке, в основном нацеленных на иракских гражданских лиц.
Летом 2007 года американский военный налёт на дом, который находился под контролем подозреваемой «Аль-Каиды» в Ираке, в иракском городе Синджар, недалеко от Сирии, дал документы, содержащие информацию о предполагаемых сирийских контрабандных сетях, которые использовались для перемещения иностранных боевиков в Ирак. В этих документах содержатся записи о том, что более чем 500 иностранных боевиков въехали из Сирии. Это сообщает Центр по борьбе с терроризмом при Военной академии США, в котором гражданские аналитики изучали полученные документы. В июльском докладе 2008 года о содержании документов указывалось, что, по меньшей мере, 95 сирийских «координаторов», участвовали в содействии передвижению иностранных боевиков в Ирак. В докладе говорится, что многие координаторы являются выходцами из семей, занимающиеся контрабандой в бедуинских кланах и других сирийских племенах.
После вторжения США в Ирак в 2003 году было зарегистрировано несколько случаев обстрела, когда американские военные вели огонь через границу по целям в Сирии. В октябре 2008 года генерал США Дэвид Х. Петреус заявил, что благодаря усилиям американских и иракских сил, а также сирийского правительства число боевиков, перебирающихся в Ирак из Сирии, сократилось со 100 до 20 в месяц.

## Налёт
Налёт состоялся на востоке Сирии близ Абу-Камаля, который находится недалеко от иракского пограничного города Аль-Каим. Этот район рассматривался США- как главный пропускной пункт денег и оборудования в Ирак для боевиков, в поддержку Иракского мятежа. В какой-то момент Центральное разведывательное управление подтвердило местонахождение координатора «Аль-Каиды» Абу Гадии, обвиняемого в том, что он несёт ответственность за большую часть контрабанды, и было предложило совершить налёт. По данным Cable News Network, президент США Джордж Буш, вероятно, одобрил миссию.
Четыре американских вертолёта «Чёрный ястреб» (по другим источникам два Чёрных ястреба, которые были в сопровождении двух вертолётов AH-6 «Маленькая птичка») вошли в воздушное пространство Сирии 26 октября около 16:45, по местному времени, и развернули около двух десятков солдат, которые атаковали строящееся здание в деревне Ас Суккария, к северу от Абу Камала. Sky News сообщает, что приземлились два из четырёх американских вертолётов, это позволило 10 солдатам спецназа армии США (другие источники говорят, что они были силами Delta) высаживаться и штурмовать строящееся здание. Сирийское правительство заявило, что солдаты убили восемь мирных жителей, включая мужчину, его четверых детей и супружескую пару. Тем не менее, журналисты заявили, что видели только семь тел, а детей нет.  Официальные лица США утверждали, что все убитые во время рейда были связаны с Абу Гадия, целью операции. Житель этого района заявил, что американские силы захватили как минимум двух мужчин. Очевидец рассказал Би-би-си, что двое из погибших — супружеская пара — они были «очень простыми людьми», которые «жили в палатке и получали деньги за охрану строительных материалов, таких как цемент и древесина, 24 часа в сутки. Эти люди не имел никакого отношения к мятежу в Ираке». Официальное информационное агентство Сирии назвало имена погибших- Дахуд Мухаммед аль-Абдуллы, его четверо сыновей, и Ахмед Халиф Али Аббаса аль-Хасан и его жена. США оспорили заявление сирийцев о жертвах среди гражданского населения, утверждая, что все люди, убитые в ходе нападения, были боевиками.

### Цель
Целью налёта была названа " логистическая сеть иностранных боевиков ". A источник США сообщил CBS News, что «лидер иностранных боевиков, офицер Аль-Каиды, был целью трансграничного рейда в воскресенье». Он сказал, что атака прошла успешно, но не сказал, был ли убит офицер Аль-Каиды. Позже Fox News сообщил, что Абу Гадия, «старший координатор Аль-Каиды, действующий в Сирии», был убит во время атаки, в разгар войны в Ираке в 2006 и 2007 годах. По оценкам Совместного командования специальных операций США, Гадия направлял от 120 до 150 иностранных боевиков в месяц в Ирак. The New York Times сообщил, что во время рейда американские войска убили нескольких вооружённых мужчин, которые «представляли угрозу.» Абу Гадия — иракский суннит, родившийся между 1977 и 1979 годами в Мосуле, настоящее имя которого Бадран Турки Хишан аль Мазидих. Правительство США обвиняет его в том, что он работает на иракского лидера «Аль-Каиды» Абу Мусаба аль-Заркави, а затем на Абу Айюба Аль-Масри и назначен сирийским командующим по материально-техническому обеспечению в 2004 году Сообщается, что США знали об Абу-Гадии «месяцы или годы» и оказывали давление на сирийское правительство, чтобы передать его, захватить или убить . По данным The New York Times, Абу Гадия был убит возле своей палатки или умер после захвата американскими войсками, его тело было вывезено из Сирии. Американские официальные лица заявили, что Гадия был убит во время рейда вместе с несколькими другими членами его ячейки.
Сирийское правительство оспорило эти утверждения, заявив, что это «ложь от Соединённых Штатов» и что американские войска нарушили международное право и суверенитет Сирии Расследование, проведённое Vanity Fair в 2009 году, в ходе которого были опрошены сирийские очевидцы, в том числе мужчина, застреленный во время рейда, поставило под сомнение утверждение, касательно Гадии. Бывший чиновник администрации Клинтона Роберт Малли, который в то время встречался с чиновниками Госдепартамента, цитировался в статье, подтверждающей, что Гадия был убит во время налёта. Однако бывший офицер ЦРУ Роберт Бэр был настроен весьма скептически, говоря: «Если они привезли тело Аль-Каиды, почему у них ничего нет? Нет никакого мыслимого способа, чтобы они убили его и не показали этого».

### Сирийское разрешение дано до нападения
28 октября израильский журналист Ронен Бергман сообщил, что сирийская разведка сотрудничала с США в борьбе с «Аль-Каидой» и что Сирия заявила США, что не будет вмешиваться в американский удар. Несколько дней спустя «Таймс» также сообщил, что сирийцы согласились на рейд по тайному каналу, установленному разведывательным управлением ВВС Сирии. Согласно сообщению, после того, как сирийцы предоставили США информацию, касающуюся местонахождения Абу Гадии, они согласились позволить США задержать его и доставить в Ирак; когда представители сирийской ПВО, в состоянии повышенной готовности после израильской операции Orchard, обнаружили американские вертолёты и попросили разрешения на их использование, им было отказано. Однако из-за непреднамеренной перестрелки и последующих смертей операция не могла оставаться тайной. Один из лидеров поселения сообщил газете, что через полтора часа после нападения, сирийские разведчики прибыли в этот район, предупредив жителей, что если они расскажут о том, что только что произошло, то погибнут члены их семей.

### Позиция правительства США
Сирийское правительство назвало рейд «террористической агрессией» и нарушением своего суверенитета. Американцы защищали свою операцию и позиционировали её, как самооборону в соответствии со статьёй 51 Устава ООН, ссылаясь на своё убеждение, что Сирия несёт ответственность за предоставление «убежища террористам». Эта же причина была использована американцами для своих атак в Пакистане за несколько месяцев до этого в рамках кампании «Войны с терроризмом». Турция также использовала этот аргумент для своих рейдов против повстанцев РПК (Рабочей Партии Курдистана) на севере Ирака, в то время как Колумбия использовала эту защиту для трансграничных нападений на FARK (Революционные вооружённые силы Колумбии).
Позиция США, представленная Генеральной Ассамблее ООН за месяц до инцидента президентом Джорджем Бушем-младшим, заключалась в том, что суверенные государства «обязаны ответственно управлять и решать проблемы прежде чем, они пересекут границы. Мы обязаны не допустить, чтобы наша территория использовалась в качестве убежища для терроризма, для торговли людьми и организованной преступности». Энтони Кордесман, аналитик американского «Центра стратегических и международных исследований», сказал о рейде, что, «когда вы имеете дело с государствами, которые не поддерживают свой суверенитет и становятся, де-факто, убежищем, единственный способ справиться с ними — это такая операция».

## Последствия

### Сирия и Ирак
Сирия вызвала Временного поверенного в делах США и Ирака в Дамаске в знак протеста против несанкционированного рейда. По данным Ассошиэйтед Пресс, анонимный представитель США заявил, что налёт действительно имел место, и он был направлен против членов иностранной истребительной логистической сети, которая проникла из Сирии в Ирак. В других СМИ Сирия охарактеризовала нападение как «террористическую агрессию». Министр Иностранных Дел Сирии, Валид Муаллем, провёл встречу с Министром Иностранных Дел Великобритании, Дэвидом Милибандом, на следующий день после рейда, однако их совместная пресс-конференция была отменена. 28 октября Сирия закрыла американскую школу под названием «Дамасская Общинная школа» в Дамаске и «Культурный центр США».
Ирак оказался в неловком положении, потому что он хотел сохранить дружеские отношения с Сирией, но также хотел помешать людям, которые, как полагают, создают беспорядки в Ираке и проникают туда через Сирию. Официальный представитель Ирака официально осудил нападение, заявив: «Иракское правительство отвергает бомбардировки американских самолётов на территории Сирии.» Однако представитель иракского правительства заявил, что Сирия в прошлом отказывалась передавать боевиков, которые обвинялись в убийстве 13 иракских пограничников. Он также заявил, что предлагаемое соглашение о пребывании американских сил в Ираке после окончания мандата ООН «ограничит этот вид операции». Оно ограничит использование Соединёнными Штатами иракской земли для нападения на других. Представитель иракского правительства Али аль-Даббах сказал о рейде: «Этот район был плацдармом для действий террористических организаций, враждебных Ираку». Аль-Даббах добавил, что Ирак ранее просил Сирию выдать членов повстанческой группировки, которая использовала Сирию в качестве своей базы.
Чиновники иракского правительства в Мосуле и прилегающей провинции Ниневия решительно поддержали рейд и призвали центральные правительства США и Ирака сделать ещё больше, чтобы остановить поток боевиков из Сирии в Ирак. Вице-губернатор Ниневии Хосро Горан сказал: «У нас есть открытая граница с Сирией, и наши соседи активно поощряют террористов.»

### Международные реакции
Россия осудила это нападение и отказалась от «применения силы против независимых суверенных государств, под видом борьбы с терроризмом». Представитель МИД Китая заявил: «Мы выступаем против любых действий, которые наносят ущерб суверенитету и территориальной целостности других стран». Индия выразила неодобрение по поводу рейда, заявив, что действия, приводящие к гибели мирных жителей, являются контрпродуктивными. Франция выразила серьёзную обеспокоенность по поводу гибели сирийских гражданских лиц и призвала к сдержанности и уважению территориальной целостности государств. Министр Иностранных Дел Испании призвал положить конец таким страшным событиям и выразил соболезнования Сирии в связи с гибелью мирных жителей. Северная Корея осудила рейд, заявив, что «военное нападение является непростительным, бесчеловечным преступным деянием … и государственным терроризмом, совершённым под предлогом антитеррористической войны» Правительство Венесуэлы также осудило рейд, назвав его варварским актом и президент Уго Чавес охарактеризовал этот налёт, как незаконную агрессию. Вьетнам выступил против одностороннего военного нападения США и заявил, что суверенитет и территориальная целостность наций всегда должны быть абсолютно уважаемыми. Куба выразила решительное осуждение рейда, охарактеризовав его как преступный акт и нарушение международного права. Министерство иностранных дел Индии заявило, что «бедствие терроризма затрагивает многие страны по всему миру. Хотя это должно вызвать решительные меры, когда такие действия приводят к гибели ни в чём не повинных гражданских лиц, они наносят ущерб самой цели вмешательства».
Лига арабских государств осудила этот налёт и заявила о своей поддержке Сирии для защиты её суверенитета и народа. Генеральный секретарь Арабской Лиги, Амр Муса подчеркнул, что Лига поддерживает право Сирии на защиту своей земли и народа, и призвал провести расследование инцидента, чтобы привлечь виновных к ответственности. Министерство иностранных дел Катара заявило, что рейд противоречил «принципам международного права и уставам», и выразило соболезнования погибшим и раненым. Иран осудил этот рейд, заявив, что «мы фактически осуждаем любое нападение, которое нарушает национальный суверенитет стран и приводит к убийству невинных людей. Такие вторжения неприемлемы». Столкнувшись с усилением внутреннего давления, правительство Ирака неожиданно раскритиковало экспедиция в пограничный посёлок. Пресс-секретарь Ирака Али аль-Даббах заявил: «Правительство Ирака отвергает бомбардировки американских самолётов на территории Сирии. Конституция не позволяет использовать Ирак в качестве плацдарма для нападения на соседние страны.»

### Повышенная враждебность
Сирийское правительство отреагировало предупреждением о возмездии, если США нанесут ещё какие-либо трансграничные удары, требуя при этом уважения своего суверенитета. Министр иностранных дел Сирии обвинил США в совершении запланированного акта «преступной и террористической агрессии» среди бела дня с «тупой решимостью». Валид Муаллем сказал: «Мы будем защищать наши территории. Все они [были] гражданскими, безоружными, и они [были] на сирийской территории». Сирийцы также вызвали послов США и Ирака, в знак протеста против рейда, сообщает сирийское агентство Sana. Хотя США официально не ответили на обвинения, источники цитировали слова о том, что целью была контрабандная группировка, принимающая иностранных боевиков в Ираке.
Сирийское правительство также распорядилось закрыть Американскую школу и Американский культурный центр в Дамаске. А официальный представитель посольства США в Дамаске заявил в среду, что посольство может закрыться для публики на неопределённый период времени.
30 октября 2008 года тысячи сирийцев в Дамаске протестовали против рейда. Они размахивали национальными флагами и транспарантами с надписями «Нет агрессии США на сирийской территории» и «Американская агрессия не увенчается успехом». Нью-Йорк Таймс сообщила, что митинг, по-видимому, был организован сирийским правительством. По данным Middle East Times, Сирия публично выразила гнев, чтобы скрыть своё участие в рейде. Ни один отчёт не может быть проверен независимо.

### Другие реакции
Ряд политиков в США осудили этот рейд. Представитель Деннис Кусинич протестовал против рейда, заявляя, что «грохот оружия и нападения на суверенные нации, которые не напали на нас, недопустимы». В 2009 году представитель Ника Рахаля заявил, что «[сирийское гражданское население] погибло в неудачной попытке предыдущей администрации вновь ввести в заблуждение, запугать и изолировать режим».

## Видео
- Youtube: Видеоматериалы с места происшествия из новостей CCTV (англ.). 27 октября 2008. Дата обращения: 27 октября 2008.